# 新屋晃
新屋 晃（しんや あきら、1955年2月1日 - ）は、鹿児島県出身のプロ野球選手（内野手）、プロ野球審判員。

## 来歴・人物
鹿児島県の照国高校（現在の鹿児島城西高校）では、1972年夏の甲子園県予選準決勝に進むが、鹿児島商工に敗退。同年のドラフト会議で日拓ホームフライヤーズに6位指名され入団。1977年には一軍に定着し、二塁手として12試合に先発出場。7月には一番打者としても起用される。しかし1978年には出場機会が減少し、同年限りで引退。
1979年にパシフィック・リーグ審判部に入局した。審判員同期に、セントラル・リーグ元審判員の鷲谷亘がいる。審判員袖番号は29（1979年採用～2004年退職まで。※29は1977年初採用から1978年引退まで吉田正男がつけていた番号だったが現在は空番。）。小柄ながら長く中堅審判員として活躍していたが、後年は一軍試合出場が減り、最後の年は球審をすることはなかった。通算1703試合に出場し、オールスターゲーム2回（1987年、1994年）出場、日本シリーズの出場はない。10.19第2試合で二塁塁審、1987年5月23日に新潟県柏崎市佐藤池野球場で行われた南海 - ロッテ・オリオンズ戦（最後のサスペンデッドゲーム）で球審を務めていた。
引退後は、埼玉県上尾市で硬式ボールなどを扱う事業を行っている傍ら、エバーグリーンアンパイヤクラブに所属し技術指導を行なっている。
2006年には、日本学生野球協会の特別審査で承認を得て、関甲新学生リーグの審判員になることが認められた。審判技術指導を行う元プロ野球審判員は多いが、大学野球で現役審判を務めるのは彼が第一号となる。

## 詳細情報

### 年度別打撃成績
| 年 度     | 球 団     | 試 合 | 打 席 | 打 数 | 得 点 | 安 打 | 二 塁 打 | 三 塁 打 | 本 塁 打 | 塁 打 | 打 点 | 盗 塁 | 盗 塁 死 | 犠 打 | 犠 飛 | 四 球 | 敬 遠 | 死 球 | 三 振 | 併 殺 打 | 打 率 | 出 塁 率 | 長 打 率 | O P S |
| --------- | --------- | ----- | ----- | ----- | ----- | ----- | -------- | -------- | -------- | ----- | ----- | ----- | -------- | ----- | ----- | ----- | ----- | ----- | ----- | -------- | ----- | -------- | -------- | ----- |
| 1974      | 日本ハム  | 3     | 0     | 0     | 0     | 0     | 0        | 0        | 0        | 0     | 0     | 0     | 0        | 0     | 0     | 0     | 0     | 0     | 0     | 0        | ----  | ----     | ----     | ----  |
| 1977      | 日本ハム  | 34    | 43    | 38    | 6     | 8     | 1        | 0        | 0        | 9     | 1     | 4     | 0        | 2     | 0     | 0     | 0     | 3     | 7     | 1        | .211  | .268     | .237     | .505  |
| 1978      | 日本ハム  | 7     | 0     | 0     | 1     | 0     | 0        | 0        | 0        | 0     | 0     | 0     | 1        | 0     | 0     | 0     | 0     | 0     | 0     | 0        | ----  | ----     | ----     | ----  |
| 通算：3年 | 通算：3年 | 44    | 43    | 38    | 7     | 8     | 1        | 0        | 0        | 9     | 1     | 4     | 1        | 2     | 0     | 0     | 0     | 3     | 7     | 1        | .211  | .268     | .237     | .505  |

### 背番号
- 57 （1973年）
- 43 （1974年 - 1978年）

## 審判出場記録
- 初出場：1980年8月11日、日本ハム対西武後期5回戦（後楽園）、左翼外審
- 出場試合数：1703試合
- オールスター出場：2回
- 日本シリーズ出場：なし

（記録は2004年シーズン終了時）